# Anja Becher
Anja Becher (* 22. April 1977 in Binningen) ist eine schweizerisch-österreichische Schauspielerin.

## Leben
Anja Becher stammt aus einer Familie von Schriftstellern. Ihr Urgroßvater ist der Humorist und Satiriker Roda Roda, ihr Großvater der Schriftsteller Ulrich Becher, ihr Vater der Schriftsteller Martin Roda Becher. Sie besuchte die private Schauspielschule Zürich.
Seit 2000 ist Anja Becher als freischaffende Schauspielerin bei der Helmut Förnbacher Theater Company im Basler Badischen Bahnhof tätig. Unter der Regie von Helmut Förnbacher spielte sie u. a. die Madame de Tourvel in einer Bühnenfassung des Romans Gefährliche Liebschaften von Choderlos de Laclos. Sie spielte außerdem die Rolle der Sylvia in dem Theaterstück Das Spiel von Liebe und Zufall (Le jeu de l'amour et du hasard) von Pierre Marivaux. Ebenso übernahm sie die Hero in Viel Lärm um Nichts von William Shakespeare und die Frau Brigitte in Der zerbrochne Krug von Heinrich von Kleist.
Sie war als Gast bei den Sommerspielen Perchtoldsdorf bei Wien, als Rosetta in Leonce und Lena von Georg Büchner beim Sommertheater Brüglingen und in anderen freien Theaterproduktionen engagiert. Außerdem wirkte sie 2008 beim Schloss Weitra-Festival im österreichischen Waldviertel in der Komödie Die Kinder von Hermann Bahr unter der Regie von Felix Dvorak mit.
Sie war in verschiedenen Fernsehrollen zu sehen, zuletzt im Schweizer Fernsehen in der Krankenhausserie «Tag und Nacht» von Hans Liechti.

## Theater
- 2000: Vaginamonologe, Rolle: Eve Ensler, (Helmut Förnbacher Theater Company) – Regie: Marion Schmidt-Kumpke
- 2001: Die Physiker, Rolle: Oberschwester Martha Boll, (Helmut Förnbacher Theater Company) – Regie: Helmut Förnbacher
- 2002: Geschichten aus dem Wienerwald, Rolle: Fräulein Emma, (Sommerspiele Perchtoldsdorf (Wien)) – Regie: Michael Sturminger
- 2002: Einer flog über das Kuckucksnest, Rolle: Candy Starr, (Helmut Förnbacher Theater Company) – Regie: Thomas Blubacher
- 2002: Sennentunschi (Helmut Förnbacher Theater Company) – Regie: Maron Schmidt-Kumpke
- 2004: Die acht Frauen, Rolle: Louise, (Helmut Förnbacher Theater Company) – Regie: Verena Buss
- 2005: Stella, Rolle: Postmeisterin, (Helmut Förnbacher Theater Company) – Regie:  Verena Buss
- 2005: Kabale und Liebe, Rolle: Lady Milford, (Helmut Förnbacher Theater Company) – Regie: Helmut Förnbacher
- 2006: Gefährliche Liebschaften, Rolle: Madame de Tourvel, (Helmut Förnbacher Theater Company) – Regie: Helmut Förnbacher
- 2006: Liebelei, Rolle: Mizi Schlager, (Helmut Förnbacher Theater Company) – Regie: Verena Buss
- 2006: Leonce und Lena, Rolle: Rosetta (Sommertheater Brüglingen) – Regie: Stefan Saborowski
- 2007: Der zerbrochne Krug, Rolle: Frau Brigitte, (Helmut Förnbacher Theater Company) – Regie: Helmut Förnbacher
- 2008: Die Kinder, Rolle: Frau Dr. Zuckermann, (SchlossWeitraFestival, Niederösterreich) – Regie: Felix Dvorak
- 2008: Viel Lärm um nichts, Rolle:  Hero, (Helmut Förnbacher Theater Company) – Regie: Helmut Förnbacher
- 2008: Das Spiel von Liebe und Zufall, Rolle: Sylvia, (Helmut Förnbacher Theater Company) – Regie: Verena Buss
- 2009: Albertinchens Traum, Rolle: Albertinchen (Theater Basel) – Regie: Elisabeth Caesar
- 2010: Santa Lucia, Rolle: Evelyn Lampell (Theater Basel) – Regie: Ole Georg Graf/Elisabeth Caesar
- 2010: Reigen, Rollen: Die Dirne, Die junge Frau, Die Schauspielerin; (Helmut Förnbacher Theater Company) – Regie: Verena Buss
- 2011: Steht auf, Rolle: Die Mutter (Statt|Theater, Roxy Birsfelden) – Regie: Kaspar Geiger

## Filmografie (Auswahl)
- 2007: Hunkeler macht Sachen (Spielfilm SF2) – Regie: Markus Fischer
- 2010: Tag und Nacht (Ärzteserie SF1) – Regie: Hans Liechti
- 2010: Auf den ersten Blick (Kurzfilm) – Regie: Barbara Schaubacher

## Lesungen
- 2008: Soirée Africa  (Sudhaus Warteck Base)
- 2009: Roda Roda  (Residenztheater in der Residenz Stockerau, Österreich)
- 2009: Ulrich Becher: Zwischen Heimat und Exil (Buch Basel Internationales Buch- und Literaturfestival)
- 2010: Briefe aus dem Exil, Ulrich Becher an seine Eltern  (Lesung im Theater Nestroyhof/Hamakom Wien)